# Muntanyes dels Ghats
Els Ghats (etimològicament "Pas a través de la muntanya" o "Escales cap a l'aigua") són unes serralades de muntanyes de l'Índia que porten aquest nom perquè són passos o escales cap a la costa des de l'altiplà interior. Estan formades per dues cadenes a l'est i oest de l'Índia del sud. Les dues cadenes es troben a un angle a les muntanyes Nilgiris (Muntanyes Blaves). Aquestes són les muntanyes més conegudes, amb la ciutat d'Ootacamund a 2170 metres, antiga capital d'estiu dels britànics al sud de l'Índia. El punt més alt és l'Anaimudi a Travancore (Kerala, 2.739 metres) i el segueix el Dodabetta (2715 metres).
Els Ghats Orientals relativament paral·lels a la costa oest de l'Índia i Ghats Occidentals paral·lels a la costa oest són les serralades més grans de la península Índia.
Vegeu:
- Ghats Occidentals
- Ghats Orientals